# Gymnadenia buschmanniae
Gymnadenia buschmanniae là một loài thực vật có hoa trong họ Lan. Loài này được (Teppner & Ster) Teppner & E.Klein mô tả khoa học đầu tiên năm 1998.